# Berta de Prüm
Berta de Prüm o Bertrada de Prüm o Bertrade l'Antiga fou una dama franca coneguda per diversos actes:
- Va fer importants donacions de terres per a la fundació del monestir de Prüm (721), per al descans dels seus fills morts, en presència del seu fill sobrevivent Caribert i de tres altres parents: Guarner (Bernier), Roland i Teodoric.

- El mateix any, i sempre en presència de Caribert, fa una donació de terres a l'abadia d'Echternach, fundada el 697 per Irmina d'Oeren.

El seu fill Caribert de Laon és el pare de Berta de Laon, reina dels Francs pel seu matrimoni amb Pipí I el Breu.

## Família

### Fets testificats
Per precisar la seva família, diversos fets són posats en relleu: 
1. la donació a Echternach feta el mateix any que la fundació de l'abadia de Prüm (la qual hauria hagut de monopolitzar totes les seves liberalitats), és signe d'un proper parentiu amb Irmina d'Oeren.
2. la presència dels noms "Caribert" i "Thierry" en la seva família, així com l'aparició dels noms de "Lluís" (equivalent a Clovis) i de "Lotari" (equivalent a Clotari) entre els carolingis després del matrimoni de Pipí el Breu i de Bertrada de Laon són el signe d'un parentiu amb els merovingis. Bertrada igualment s'hauria de vincular a Bertruda, dona de Clotari II i mare de Dagobert I.
3. Pipí el Breu i Bertrada de Laon posseïen en comú dues propietats a Rommersheim i a Rumbach, de les quals cadascun tenia la seva meitat del seu pare respectiu. Se sap per l'acte de fundació de Prüm que Caribert tenia la seva meitat de la seva mare. Això indica un parentiu entre Bertrada de Prüm i els Pipínides.

### Hipòtesis
A partir d'aquests fets, diverses hipòtesis han estat proposades:
- Considerant que Plectruda, filla del senescal Hugobert i probablement d'Irmina d'Oeren, es va casar amb Pipí d'Héristal, una primera genealogia recolzant-se en els fets 1 i 3 havia estat establerta, fent de Bertrada una filla d'Hugobert i d'Irmina. És la genealogia clàssica dels Hugobèrtides que apareix encara als llibres d'història de l'època carolíngia.
  - fet 1 : Bertrada és la filla d'Irmina
  - fet 3 : Les propietats de Rommersheim i de Rumbach han estat compartides entre Bertrada i Plectruda. La part de Plectruda va passar als seus fills, i després fou usurpada pel seu gendre Carles Martell que la va transmetre al seu fill Pipí el Breu.

- El 1975, una altra filiació va ser proposada tenint en compte els tres arguments: Bertrada seria filla de Teodoric III i de Clotilde Doda, per tant germana de Clodoveu IV i de Clotari IV. Aquesta Doda seria la filla d'Ansegisel i de Begga, i neta de sant Arnulf i de santa Doda.

- - fet 1 : l'espòs anònim de Bertrada és qui està emparentat amb els Hugobèrtides

- - fet 2: en tant que filla de Teodoric III, Bertrada era merovíngia

- - fet 3: les propietats de Rommersheim i de Rumbach van ser partides entre Pipí d'Heristal (que transmet la seva part a Carles Martell) i Doda (que transmet la seva part a Bertrad)